# Архив за пољопривредне науке
Архив за пољопривредне науке je стручни часопис који је излазио тромесечно од 1951. до 1991. године и бавио се пољопривредним наукама и шумарством.

## О часопису
Први број Архива за пољопривредне науке изашао је у бечејској штампарији Пролетер 1951. године. У њему су објављивани научни оригинални радови из области пољопривреде и шумарства.

### Историјат
Архив за пољопривредне науке је наставак часописа Архив за пољопривредне науке и технику (ISSN 0365-5601) који је излазио од 1946. до 1948. године коме је главни уредник био Бранко Пешић. Архив за пољопривредне науке и технику је и сам био наставак - часописа Архив Министарства пољопривреде који је излазио од 1934. до 1940. и коме је изашло укупно 20 свезака. Да би се одржао континуитет у издавању часописа од његовог оснивања, 1980. година обележена је као година 41 (уместо 33), а свеска 121 носиће број 141. У периоду од 1962. до 1972. упоредо је излазио и часопис Journal for scientific agricultural research (ISSN 0354-5695) као превод часописа са српског на енглески језик.

## Уредници
- Бранко Пешић - од бр. 1 Архива за пољопривредне науке и технику (1946)
- Милутин Пенчић - од бр. 103 (1975)
- Драгоје Душић - од бр. 174=2 (1988)

## Теме
- ратарство
- воћарство
- повртарство
- сточарство
- Ветерина
- шумарство
- Пољопривредна економика